# 妙楽寺 (大月市)
妙楽寺（みょうらくじ）は、山梨県大月市にある、臨済宗建長寺派の寺院。山号は徳蔵山と称する。本尊は、釈迦如来。開山は、竺仙梵僊禅師。

## 歴史
貞和2年（1346年）徳蔵山（西ノ峰）に建立。
開山落成仏事香語に曰く、「乗此勝事随意生方、現殊勝身、受最妙楽」とあり、これが寺号の起こりとなる。現在に至るまでに3回消失している。

## 建物
- 庫裏ー寛文11年（1799年）建立。
- 本堂ー文化10年頃（1813年）建立。